# Lampertus Gedicke
Lampertus Gedicke, född 1683, död 1735 i Berlin, var tysk evangelisk-luthersk garnisonspräst i pietistisk anda. Han var psalmförfattare och finns representerad i bland andra danska Psalmebog for Kirke og Hjem.
Ett exempel på hans pietistiska hållning i religionsfråga är hans psalmtext, översatt till engelska Just as God leads me I would go.
Just as God leads me I would go;

I would not ask to choose my way;

Content with what He will bestow,

Assured He will not let me stray.

So as He leads, my path I make,

And step by step I gladly take,

A child in Him confiding.